# Hotel Internacional (Puigcerdà)
L'Hotel Internacional és una obra eclèctica de Puigcerdà (Baixa Cerdanya) inclosa a l'Inventari del Patrimoni Arquitectònic de Catalunya.

## Descripció
Edifici de planta baixa i tres pisos. És de planta rectangular. A la façana principal hi ha tres frontons de coronació, i un cos afegit a la planta baixa.
Disposició simètrica de les obertures, que són verticals emmarcades amb granit.